# Domingo Bonilla y Bonilla
Domingo Bonilla y Bonilla (Torremocha, Cáceres, 16 de julio de 1860- Sevilla, 18 de marzo de 1955), conocido como el Regente Bonilla, fue un destacado jurista y magistrado extremeño que fue Regente de la Audiencia Provincial de Sevilla, Magistrado de la Real Chancillería de Granada y Presidente de la Audiencia Territorial de Extremadura. Caballero Gran Cruz de la Orden de Isabel la Católica y Gran Cruz de la Orden de San Raimundo de Peñafort. 

## Biografía
Nacido en Torremocha, Cáceres, el 16 de julio de 1860, en el seno de una familia acomodada perteneciente a la burguesía agraria extremeña, segundo de los cuatro hijos habidos del matrimonio formado por don Domingo Bonilla, destacado propietario rústico de la comarca de Montánchez y su esposa, Catalina Bonilla León, heredera de importantes predios y con un notable patrimonio agrario en la provincia de Cáceres. Estudió Bachillerato en el Colegio San José de los jesuitas en Villafranca de los Barros. Cursó estudios de Derecho en Sevilla, doctorándose en Leyes con la calificación de cum laude por la Universidad de Sevilla. 
En Sevilla fue apadrinado por su tío político  el canónigo y Deán de la Catedral de Sevilla, don Francisco Rodríguez de Zapata, que le introdujo en los círculos de poder hispalenses. Contrajo dos matrimonios, el primero con doña Rita González de Avellaneda y el segundo con doña Carmen Rodríguez de Zapata Lázaro.  
Accedió a la judicatura en 1914 con apenas veinticuatro años de edad, pasando a desarrollar labores como Juez de Primera Instancia en Carmona y posteriormente en Sevilla. Magistrado de la Audiencia Provincial, fue nombrado Regente de la Audiencia Provincial de  La Coruña, Presidente de la Audiencia Provincial de Las Palmas, Albacete y finalmente de Sevilla en 1922. Desarrolló una intensa labor profesional siendo poseedor de una de las bibliotecas jurídicas más extensas de la época. Ingente fue también su producción literaria como jurista de reconocido prestigio que le valió la Gran Cruz de la Orden de San Raimundo de Peñafort. Presidente de la Audiencia Territorial de Extremadura en la última etapa de su vida pública, fue mentor de grandes juristas como don Antonio Hernández Gil.
Falleció en Sevilla en 1955 a los noventa y cuatro años de edad, habiendo recibido importantes distinciones y honores.